# 60ª Squadriglia
La 60ª Squadriglia del Servizio Aeronautico del Regio Esercito dall'8 novembre del 1918 vola con aerei Ansaldo S.V.A..

## Storia

### Prima guerra mondiale
L'8 novembre 1918 nasce la 60ª Squadriglia SVA biposti (Ansaldo S.V.A.) per la 1ª Armata (Regio Esercito) a Ganfardine (poi Aeroporto di Villafranca) al comando del Tenente Fabbroni.
Nel mese di dicembre entra nel XV Gruppo con 16 piloti tra cui il Capitano Alberto Masprone e nel febbraio 1919 va al Campo di aviazione di Busiago di Campo San Martino con 18 SVA al comando del Cap. Carlo Favero che dispone di altri 16 piloti.
Al 20 aprile 1919 disponeva di 16 SVA.
In dicembre va ad Aiello del Friuli nel Gruppo Tattico Strategico del Comando Truppe Venezia Giulia comandata dal Cap. Marinello Nelli.

### Il dopoguerra
Al 1º gennaio del 1936 è sull'Aeroporto di Ferrara-San Luca, inquadrata nel XXXIII Gruppo dell'11º Stormo da Bombardamento Terrestre sui Fiat B.R.3 della Regia Aeronautica. 
Nell'aprile 1936 riceve gli S.M.81 ed entro luglio 1938 transita sui Caproni Ca.135 ma a causa di problemi tecnici nel mese di ottobre passa sugli S.M.79. Dall'8 aprile 1939 il Reparto va all'Aeroporto di Foggia al comando del Capitano Loris Bulgarelli.

### Seconda guerra mondiale
Dal 6 giugno 1940 la 60ª Squadriglia Bombardamento Veloce va all'Aeroporto di Comiso con 8 SM 79.
Il 15 luglio 1940, il 33º Gruppo B.T. diviene nel frattempo autonomo e la squadriglia si trasferì all'Aeroporto di Benina, in Libia, alle dipendenze della 13ª Divisione Aerea "Pegaso".
Il 10 maggio 1941 la squadriglia è sempre nel XXXIII Gruppo, che da autonomo passa al 9º Stormo ricostituito nell'Aeroporto di Viterbo  quando era dotato di velivoli CANT Z.1007 bis. A Viterbo i suoi equipaggi effettuarono alcuni mesi di addestramento e nell’agosto ritornò in zona di operazioni con il 33º Gruppo all'Aeroporto di Trapani-Milo. Da Trapani il reparto iniziò un’intensa attività bellica con voli contro obiettivi terrestri e navali sull’Isola di Malta, svolgendo, inoltre, alcune scorte a convogli e bombardamenti di formazioni navali avversarie. Nel dicembre 1941 il reparto si trovava sull’Aeroporto di Castelvetrano da dove continuò a portare le sue azioni offensive su Malta.
Alla metà del gennaio 1942 si trasferì a Viterbo per avvicendare gli equipaggi ed assestare il materiale di volo dopo diversi mesi di attività bellica. Il 25 maggio il reparto tornò nuovamente in linea trasferendosi sull’Aeroporto di Trapani-Chinisia S. Giuseppe, dove operò subito contro basi aeree avversarie tra le quali, come in precedenza, Micabba, Ta Venezia e Hal far. Il 14 giugno l'unità partecipò alla Battaglia di mezzo giugno
svolgendo azioni contro convogli nemici, partendo dall’Aeroporto di Villacidro sul quale era arrivato il giorno prima.
Il 18 giugno il reparto ritornò a Chinisia, partecipò alla Battaglia di mezzo agosto nel Mediterraneo centrale e venne poi trasferito a Castelvetrano. Anche da questa base il reparto svolse molte incursioni aeree sugli Aeroporti ed i Porti Maltesi. In questo ciclo operativo dell’estate 1942, il reparto subì perdite molto dolorose abbattendo alcuni intercettori nemici con i suoi equipaggi in duri combattimenti aerei. In ottobre il reparto continuò da Castelvetrano l'attività bellica contro Malta fino all’11 gennaio 1943 quando si riunì allo Stormo a Viterbo dopo aver anche partecipato ad azioni nell’Africa settentrionale francese ed a crociere di protezione di convogli.
Il 15 giugno del 1943 sempre nel 33º Gruppo passa nel 10º Stormo B.T. e va all'Aeroporto di Jesi ed ai primi di settembre 1943 è ancora nel 33º Gruppo del 10º Stormo Bombardamento Terrestre di Jesi.